# آلترمدرن
آلترمدرن (به انگلیسی: Altermodern) یا هنر مدرن تعدیلی که توسط نیکلاس بوریو مطرح شده‌است، تلاشی برای زمینه‌سازی هنری در شرایط جهانی امروزی، و واکنشی در برابر استانداردسازی و تجاری‌سازی است. همچنین عنوان چهارمین نمایشگاه سه‌سالانه تیت بریتانیا است که توسط بوریو مدیریت می‌شود.

## مفهوم
نیکلاس بوریو در سخنرانی خود در کنفرانس انجمن هنر استرالیا و نیوزیلند در سال ۲۰۰۵ توضیح داد:
هنرمندان به‌دنبال مدرنیته جدیدی هستند که مبتنی بر تفسیر و تعدیل باشد: آنچه امروز اهمیت دارد، بازگردانی ارزش‌های فرهنگی گروه‌های فرهنگی و اتصال آن‌ها به شبکه جهانی است. این «فرایند بارگذاری مجدد» مدرنیسم بر اساس مشخصات قرن بیست و یکم را می‌توان آلترمدرنیسم نامید، جنبشی که به خلاقیت فرهنگ‌ها و مبارزه برای خودمختاری مرتبط است. همچنین امکان تولید تکینگی‌ها در جهانی هر چه بیشتر استانداردشده است.
هنرمند آلترمدرن را می‌توان هنرمندی خواند که در دنیای ابرمدرن با ایده‌ها یا مضامین فوق‌مدرن کار می‌کند.

## نمایشگاه‌ها

### تیت بریتانیا؛ ۲۰۰۹
نمایشگاه تیت شامل مجموعه‌ای از چهار رویداد یک‌روزه به نام «پرولوگ» است که با هدف «معرفی و برانگیختن بحث» پیرامون موضوعات سه‌سالانه انجام می‌شود. هر پیش‌گفتار شامل سخنرانی‌ها، اجراها، فیلم و متن مانیفست است و تلاش می‌کند آنچه را که متصدی آن به‌عنوان چهار وجه اصلی آلترمدرن می‌بیند، تعریف کند:
1. پایان پسامدرنیسم
2. دورگه‌سازی فرهنگی
3. سفر به‌مثابه روشی جدید برای تولید فرم‌ها
4. قالب‌های در حال گسترش هنر